# Lijst van voetbalinterlands Namibië - Niger
Deze lijst van voetbalinterlands is een overzicht van alle officiële voetbalwedstrijden tussen de nationale teams van Namibië en Niger. De landen speelden tot op heden drie keer tegen elkaar. De eerste ontmoeting was een vriendschappelijke wedstrijd op 30 januari 1998 in Niamey. Het laatste duel, een kwalificatiewedstrijd voor de Afrika Cup 2017, vond plaats in Windhoek op 4 juni 2016.

## Wedstrijden
| № | Plaats   | Datum           | Competitie                   | Wedstrijd       | Uitslag |
| - | -------- | --------------- | ---------------------------- | --------------- | ------- |
| 1 | Niamey   | 30 januari 1998 | Vriendschappelijk            | Niger – Namibië | 2 – 1   |
| 2 | Niamey   | 14 juni 2015    | Afrika Cup 2017 kwalificatie | Niger − Namibië | 1 − 0   |
| 3 | Windhoek | 4 juni 2016     | Afrika Cup 2017 kwalificatie | Namibië − Niger | 1 − 0   |

## Samenvatting
| Competitie              | Totaal gespeeld | Winst Namibië | Gelijk | Winst Niger | Doelsaldo Namibië – Niger |
| ----------------------- | --------------- | ------------- | ------ | ----------- | ------------------------- |
| Afrika Cup-kwalificatie | 2               | 1             | 0      | 1           | 1 − 1                     |
| Vriendschappelijk       | 1               | 0             | 0      | 1           | 1 – 2                     |
| Totaal                  | 3               | 1             | 0      | 2           | 2 – 3                     |

NFA · 
Namibisch vrouwenelftal
1990 – 1999 ·
2000 – 2009 ·
2010 – 2019 ·
2020 − 2029
1990 · 
1991 · 
1992 · 
1993 · 
1994 · 
1995 · 
1996 · 
1997 · 
1998 · 
1999 · 
2000 · 
2001 · 
2002 · 
2003 · 
2004 · 
2005 · 
2006 · 
2007 · 
2008 · 
2009 · 
2010 · 
2011 · 
2012 · 
2013 · 
2014 ·
2015 ·
2016 ·
2017 ·
2018 ·
2019 ·
2020 ·
2021 ·
2022 ·
2023
Algerije ·
Angola ·
Benin ·
Botswana ·
Burkina Faso ·
Burundi ·
Comoren ·
Congo-Brazzaville ·
Congo-Kinshasa ·
Djibouti ·
Egypte ·
Equatoriaal-Guinea ·
Eritrea ·
Ethiopië ·
Gabon ·
Gambia ·
Ghana ·
Guinee ·
Guinee-Bissau ·
India ·
Ivoorkust ·
Kameroen ·
Kenia ·
Lesotho ·
Libanon ·
Liberia ·
Libië ·
Madagaskar ·
Malawi ·
Mali ·
Marokko ·
Mauritius ·
Mozambique ·
Niger ·
Nigeria ·
Oeganda ·
Rwanda ·
Saoedi-Arabië ·
Sao Tomé en Principe ·
Senegal ·
Seychellen ·
Swaziland ·
Tanzania ·
Togo ·
Tsjaad ·
Tunesië ·
Zambia ·
Zimbabwe ·
Zuid-Afrika
FNF · Nigerees vrouwenelftal
Interlands
Tegenstander:
Algerije ·
Angola ·
Benin ·
Botswana ·
Burkina Faso ·
Burundi ·
Congo-Brazzaville ·
Congo-Kinshasa ·
Djibouti ·
Egypte ·
Equatoriaal-Guinea ·
Ethiopië ·
Gabon ·
Gambia ·
Ghana ·
Guinee ·
Ivoorkust ·
Kaapverdië ·
Kameroen ·
Lesotho ·
Liberia ·
Libië ·
Madagaskar ·
Mali ·
Marokko ·
Mauritanië ·
Mozambique ·
Namibië ·
Nigeria ·
Oeganda ·
Oekraïne ·
Senegal ·
Sierra Leone ·
Soedan ·
Somalië ·
Swaziland ·
Tanzania ·
Togo ·
Tsjaad ·
Tunesië ·
Zambia ·
Zuid-Afrika